# Olympische Sommerspiele 2016/Teilnehmer (Georgien)
| Gelbes Symbol für Goldmedaillen mit stilisierten Olympischen Ringen | Graues Symbol für Silbermedaillen mit stilisierten Olympischen Ringen | Braundes Symbol für Bronzemedaillen mit stilisierten Olympischen Ringen |
| ------------------------------------------------------------------- | --------------------------------------------------------------------- | ----------------------------------------------------------------------- |
| 2                                                                   | 1                                                                     | 4                                                                       |

Georgien nahm an den Olympischen Spielen 2016 in Rio de Janeiro teil. Es war die insgesamt sechste Teilnahme an Olympischen Sommerspielen. Vom Georgischen Nationalen Olympischen Komitee wurden 40 Athleten in elf Sportarten nominiert.
Fahnenträger bei der Eröffnungsfeier war der Judoka Awtandil Tschrikischwili. Bei der Schlussfeier repräsentierte der Gewichtheber Lascha Talachadse die Delegation.

## Medaillengewinner

### Gold
| Name                        | Sportart     | Wettkampf          |
| --------------------------- | ------------ | ------------------ |
| Lascha Talachadse           | Gewichtheben | Klasse über 105 kg |
| Wladimer Chintschegaschwili | Ringen       | Freistil bis 57 kg |

### Silber
| Name                | Sportart | Wettkampf               |
| ------------------- | -------- | ----------------------- |
| Warlam Liparteliani | Judo     | Mittelgewicht bis 90 kg |

### Bronze
| Name                     | Sportart     | Wettkampf                      |
| ------------------------ | ------------ | ------------------------------ |
| Lascha Schawdatuaschwili | Judo         | Leichtgewicht bis 73 kg Männer |
| Schmagi Bolkwadse        | Ringen       | Griechisch-Römisch bis 66 kg   |
| Irakli Turmanidse        | Gewichtheben | Klasse über 105 kg             |
| Geno Petriaschwili       | Ringen       | Freistil bis 125 kg            |

## Teilnehmer nach Sportarten

### Bogenschießen
| Athleten                                                | Wettbewerb | Qualifikation | Qualifikation | 1. Runde           | 1. Runde | 2. Runde      | 2. Runde      | Achtelfinale  | Achtelfinale  | Viertelfinale | Viertelfinale | Halbfinale    | Halbfinale    | Finale        | Finale        | Rang |
| Athleten                                                | Wettbewerb | Ringe         | Rang          | Gegner             | Ergebnis | Gegner        | Ergebnis      | Gegner        | Ergebnis      | Gegner        | Ergebnis      | Gegner        | Ergebnis      | Gegner        | Ergebnis      | Rang |
| ------------------------------------------------------- | ---------- | ------------- | ------------- | ------------------ | -------- | ------------- | ------------- | ------------- | ------------- | ------------- | ------------- | ------------- | ------------- | ------------- | ------------- | ---- |
| Frauen                                                  |            |               |               |                    |          |               |               |               |               |               |               |               |               |               |               |      |
| Kristine Essebua                                        | Einzel     | 612           | 45            | Deepika Kumari     | 4:6      | ausgeschieden | ausgeschieden | ausgeschieden | ausgeschieden | ausgeschieden | ausgeschieden | ausgeschieden | ausgeschieden | ausgeschieden | ausgeschieden | 33   |
| Iulia Lobschanidse                                      | Einzel     | 594           | 57            | Alejandra Valencia | 4:6      | ausgeschieden | ausgeschieden | ausgeschieden | ausgeschieden | ausgeschieden | ausgeschieden | ausgeschieden | ausgeschieden | ausgeschieden | ausgeschieden | 33   |
| Chatuna Narimanidse                                     | Einzel     | 625           | 34            | Lidiia Sichenikova | 1:7      | ausgeschieden | ausgeschieden | ausgeschieden | ausgeschieden | ausgeschieden | ausgeschieden | ausgeschieden | ausgeschieden | ausgeschieden | ausgeschieden | 33   |
| Kristine Essebua Iulia Lobschanidse Chatuna Narimanidse | Mannschaft | 1831          | 12            | –                  | –        | –             | –             | Mexiko        | 0:6           | ausgeschieden | ausgeschieden | ausgeschieden | ausgeschieden | ausgeschieden | ausgeschieden | 9    |

### Fechten
| Athleten       | Wettbewerb   | 1. Runde | 1. Runde | 2. Runde      | 2. Runde | Achtelfinale  | Achtelfinale | Viertelfinale | Viertelfinale | Halbfinale / Klassifikation | Halbfinale / Klassifikation | Finale / Platzierung | Finale / Platzierung | Rang |
| Athleten       | Wettbewerb   | Gegner   | Ergebnis | Gegner        | Ergebnis | Gegner        | Ergebnis     | Gegner        | Ergebnis      | Gegner                      | Ergebnis                    | Gegner               | Ergebnis             | Rang |
| -------------- | ------------ | -------- | -------- | ------------- | -------- | ------------- | ------------ | ------------- | ------------- | --------------------------- | --------------------------- | -------------------- | -------------------- | ---- |
| Männer         |              |          |          |               |          |               |              |               |               |                             |                             |                      |                      |      |
| Sandro Basadse | Säbel Einzel | –        | –        | Renzo Agresta | 15:3     | Kim Jung-hwan | 14:15        | ausgeschieden | ausgeschieden | ausgeschieden               | ausgeschieden               | ausgeschieden        | ausgeschieden        | 9    |

### Gewichtheben
| Athleten            | Wettbewerb         | Reißen  | Reißen | Stoßen                | Stoßen                | Zweikampf | Zweikampf | Rang   |
| Athleten            | Wettbewerb         | Gewicht | Rang   | Gewicht               | Rang                  | Gewicht   | Rang      | Rang   |
| ------------------- | ------------------ | ------- | ------ | --------------------- | --------------------- | --------- | --------- | ------ |
| Frauen              |                    |         |        |                       |                       |           |           |        |
| Anastassia Gotpridi | Klasse über 75 kg  | 113 kg  | 11     | 135 kg                | 12                    | 248 kg    | 12        | 12     |
| Männer              |                    |         |        |                       |                       |           |           |        |
| Giorgi Tschcheidse  | Klasse bis 105 kg  | 170 kg  | 14     | kein gültiger Versuch | kein gültiger Versuch | -         | -         | -      |
| Lascha Talachadse   | Klasse über 105 kg | 215 kg  | 2      | 258 kg                | 1                     | 473 kg    | 1         | Gold   |
| Irakli Turmanidse   | Klasse über 105 kg | 207 kg  | 4      | 241 kg                | 4                     | 448 kg    | 3         | Bronze |

### Judo
| Athleten                 | Wettbewerb  | 1. Runde                        | 1. Runde    | 2. Runde        | 2. Runde      | Viertelfinale      | Viertelfinale | Halbfinale / Trostrunde | Halbfinale / Trostrunde | Finale / Platz 3    | Finale / Platz 3 | Rang   |
| Athleten                 | Wettbewerb  | Gegner                          | Ergebnis    | Gegner          | Ergebnis      | Gegner             | Ergebnis      | Gegner                  | Ergebnis                | Gegner              | Ergebnis         | Rang   |
| ------------------------ | ----------- | ------------------------------- | ----------- | --------------- | ------------- | ------------------ | ------------- | ----------------------- | ----------------------- | ------------------- | ---------------- | ------ |
| Frauen                   |             |                                 |             |                 |               |                    |               |                         |                         |                     |                  |        |
| Esther Stam              | bis 70 kg   | Tsend-Ajuuschiin Narandschargal | 011s3:000s0 | Kelita Zupancic | 000s1:000s0   | ausgeschieden      | ausgeschieden | ausgeschieden           | ausgeschieden           | ausgeschieden       | ausgeschieden    | 9      |
| Männer                   |             |                                 |             |                 |               |                    |               |                         |                         |                     |                  |        |
| Amiran Papinaschwili     | bis 60 kg   | Freilos                         | Freilos     | Sergio Pessoa   | 011s2:000s2   | Janislaw Gertschew | 100s1:000s0   | Beslan Mudranow         | 000s2:100s1             | Diyorbek Oʻrozboyev | 000s1:001s2      | 5      |
| Wascha Margwelaschwili   | bis 66 kg   | Adrian Gomboc                   | 000s1:100s0 | ausgeschieden   | ausgeschieden | ausgeschieden      | ausgeschieden | ausgeschieden           | ausgeschieden           | ausgeschieden       | ausgeschieden    | 17     |
| Lascha Schawdatuaschwili | bis 73 kg   | M. Estrada                      | 100s0:000s0 | C. Repiyallage  | 100s0:000s2   | S. Ōno             | 000s0:010s0   | D. Jarzew               | 100s0:001s0             | S. Muki             | 100s0:000s2      | Bronze |
| Awtandil Tschrikischwili | bis 81 kg   | I. Silva                        | 001s1:000s0 | J.D. Turcios    | 000s0:000s2   | M. Marconcini      | 011s2:000s1   | T. Stevens              | 000s1:100s2             | T. Nagase           | 000s0:001s2      | 5      |
| Warlam Liparteliani      | bis 90 kg   | K. Ustopirijon                  | 100s1:000s2 | O. Uera         | 100s1:000s0   | L. Otgonbaatar     | 000s1:000s2   | D. Gwak                 | 100s0:000s0             | M. Baker            | 000s0:001s2      | Silber |
| Beka Ghwiniaschwili      | bis 100 kg  | B. Fletcher                     | 100s1:000s1 | T. Nikiforov    | 101s0:000s1   | C. Maret           | 000s1:010s1   | R. Haga                 | 000s1:000s0             | ausgeschieden       | ausgeschieden    | 7      |
| Adam Okruaschwili        | über 100 kg | H. Harasawa                     | 000s2:000s1 | ausgeschieden   | ausgeschieden | ausgeschieden      | ausgeschieden | ausgeschieden           | ausgeschieden           | ausgeschieden       | ausgeschieden    | 17     |

### Kanu

#### Kanurennsport
| Athleten       | Wettbewerb | Vorlauf  | Vorlauf | Halbfinale | Halbfinale | Finale   | Finale | Rang |
| Athleten       | Wettbewerb | Zeit     | Rang    | Zeit       | Rang       | Zeit     | Rang   | Rang |
| -------------- | ---------- | -------- | ------- | ---------- | ---------- | -------- | ------ | ---- |
| Männer         |            |          |         |            |            |          |        |      |
| Sasa Nadiradse | C-1 200 m  | 41,423 s | 14      | 40,146 s   | 2          | 39,817 s | 5      | 5    |

### Leichtathletik
Laufen und Gehen 
| Athleten             | Wettbewerb | Runde 1 | Runde 1 | Halbfinale | Halbfinale | Finale    | Finale | Rang |
| Athleten             | Wettbewerb | Zeit    | Rang    | Zeit       | Rang       | Zeit      | Rang   | Rang |
| -------------------- | ---------- | ------- | ------- | ---------- | ---------- | --------- | ------ | ---- |
| Männer               |            |         |         |            |            |           |        |      |
| Dawit Charasischwili | Marathon   | –       | –       | –          | –          | 2:20:47 h | 72     | 72   |

 Springen und Werfen 
| Athleten             | Wettbewerb  | Qualifikation | Qualifikation | Finale        | Finale        | Rang |
| Athleten             | Wettbewerb  | Weite/Höhe    | Rang          | Weite/Höhe    | Rang          | Rang |
| -------------------- | ----------- | ------------- | ------------- | ------------- | ------------- | ---- |
| Frauen               |             |               |               |               |               |      |
| Walentina Liaschenko | Hochsprung  | 1,80 m        | 32            | ausgeschieden | ausgeschieden | 32   |
| Männer               |             |               |               |               |               |      |
| Batschana Chorawa    | Weitsprung  | 7,77 m        | 19            | ausgeschieden | ausgeschieden | 19   |
| Lascha Torghwaidse   | Dreisprung  | ohne Weite    | ohne Weite    | ausgeschieden | ausgeschieden | –    |
| Benik Abramian       | Kugelstoßen | 18,72 m       | 31            | ausgeschieden | ausgeschieden | 31   |

### Ringen
| Athleten                         | Wettbewerb        | 1. Runde           | 1. Runde | Achtelfinale          | Achtelfinale  | Viertelfinale     | Viertelfinale | Halbfinale     | Halbfinale    | Hoffnungsrunde Viertelfinale | Hoffnungsrunde Viertelfinale | Hoffnungsrunde Halbfinale | Hoffnungsrunde Halbfinale | Hoffnungsrunde Finale | Hoffnungsrunde Finale | Finale        | Finale        | Rang   |
| Athleten                         | Wettbewerb        | Gegner             | Ergebnis | Gegner                | Ergebnis      | Gegner            | Ergebnis      | Gegner         | Ergebnis      | Gegner                       | Ergebnis                     | Gegner                    | Ergebnis                  | Gegner                | Ergebnis              | Gegner        | Ergebnis      | Rang   |
| -------------------------------- | ----------------- | ------------------ | -------- | --------------------- | ------------- | ----------------- | ------------- | -------------- | ------------- | ---------------------------- | ---------------------------- | ------------------------- | ------------------------- | --------------------- | --------------------- | ------------- | ------------- | ------ |
| Freistil Männer                  |                   |                    |          |                       |               |                   |               |                |               |                              |                              |                           |                           |                       |                       |               |               |        |
| Wladimer Chintschegaschwili      | Klasse bis 57 kg  | Freilos            | Freilos  | Nurislam Sanayev      | 3:1           | Hacı Əliyev       | 3:1           | Wladimir Dubow | 3:1           | -                            | -                            | -                         | -                         | -                     | -                     | Rai Higuchi   | 3:1           | Gold   |
| Surab Iakobaschwili              | Klasse bis 65 kg  | Freilos            | Freilos  | Amas Daniel           | 3:1           | Frank Chamizo     | 1:3           | ausgeschieden  | ausgeschieden | ausgeschieden                | ausgeschieden                | ausgeschieden             | ausgeschieden             | ausgeschieden         | ausgeschieden         | ausgeschieden | ausgeschieden | 10     |
| Iakob Makaraschwili              | Klasse bis 74 kg  | Freilos            | Freilos  | Georgi Ivanov         | 3:1           | Cəbrayıl Həsənov  | 0:4           | ausgeschieden  | ausgeschieden | ausgeschieden                | ausgeschieden                | ausgeschieden             | ausgeschieden             | ausgeschieden         | ausgeschieden         | ausgeschieden | ausgeschieden | 11     |
| Sandro Aminaschwili              | Klasse bis 86 kg  | Freilos            | Freilos  | Zbigniew Baranowski   | 1:3           | ausgeschieden     | ausgeschieden | ausgeschieden  | ausgeschieden | ausgeschieden                | ausgeschieden                | ausgeschieden             | ausgeschieden             | ausgeschieden         | ausgeschieden         | ausgeschieden | ausgeschieden | 14     |
| Elisbar Odikadse                 | Klasse bis 97 kg  | Freilos            | Freilos  | Georgi Ketojew        | 3:1           | Mamed Ibragimov   | 3:1           | Kyle Snyder    | 1:3           | -                            | -                            | -                         | -                         | Albert Saritov        | 0:4                   | -             | -             | 5      |
| Geno Petriaschwili               | Klasse bis 125 kg | Dimitar Kumtschew  | 4:0      | Alen Sassejew         | 3:1           | Komeil Ghasemi    | 1:3           | -              | -             | -                            | -                            | -                         | -                         | Korey Jarvis          | 3:1                   | -             | -             | Bronze |
| griechisch-römischer Stil Männer |                   |                    |          |                       |               |                   |               |                |               |                              |                              |                           |                           |                       |                       |               |               |        |
| Schmagi Bolkwadse                | Klasse bis 66 kg  | Freilos            | Freilos  | Tero Välimäki         | 3:0           | Omid Haji Noroozi | 3:0           | Davor Štefanek | 0:5           | -                            | -                            | -                         | -                         | Tomohiro Inoue        | 3:0                   | -             | -             | Bronze |
| Surab Datunaschwili              | Klasse bis 75 kg  | Dosschan Kartikow  | 0:3      | ausgeschieden         | ausgeschieden | ausgeschieden     | ausgeschieden | ausgeschieden  | ausgeschieden | ausgeschieden                | ausgeschieden                | ausgeschieden             | ausgeschieden             | ausgeschieden         | ausgeschieden         | ausgeschieden | ausgeschieden | 18     |
| Robert Kobliaschwili             | Klasse bis 85 kg  | Alfonso Leyva      | 3:0      | Denis Kudla           | 1:3           | ausgeschieden     | ausgeschieden | ausgeschieden  | ausgeschieden | ausgeschieden                | ausgeschieden                | ausgeschieden             | ausgeschieden             | ausgeschieden         | ausgeschieden         | ausgeschieden | ausgeschieden | 9      |
| Rewas Nadareischwili             | Klasse bis 98 kg  | Freilos            | Freilos  | Elis Guri             | 1:3           | ausgeschieden     | ausgeschieden | ausgeschieden  | ausgeschieden | ausgeschieden                | ausgeschieden                | ausgeschieden             | ausgeschieden             | ausgeschieden         | ausgeschieden         | ausgeschieden | ausgeschieden | 10     |
| Iakob Kadschaia                  | Klasse bis 130 kg | Eduard Soghomonyan | 4:0      | Oleksandr Chernetskyy | 5:0           | Sergei Semjonow   | 0:3           | -              | -             | -                            | -                            | Freilos                   | Freilos                   | -                     | -                     | -             | -             | 7      |

### Schießen
| Athleten             | Wettbewerb             | Qualifikation   | Qualifikation | Halbfinale      | Halbfinale    | Finale          | Finale        | Ringe/ Scheiben | Rang |
| Athleten             | Wettbewerb             | Ringe/ Scheiben | Rang          | Ringe/ Scheiben | Rang          | Ringe/ Scheiben | Rang          | Ringe/ Scheiben | Rang |
| -------------------- | ---------------------- | --------------- | ------------- | --------------- | ------------- | --------------- | ------------- | --------------- | ---- |
| Frauen               |                        |                 |               |                 |               |                 |               |                 |      |
| Nino Salukwadse      | Luftpistole 10 Meter   | 377             | 34            | ausgeschieden   | ausgeschieden | ausgeschieden   | ausgeschieden | 377             | 34   |
| Nino Salukwadse      | Sportpistole 25 Meter  | 584             | 3             | 14              | 6             | ausgeschieden   | ausgeschieden | 598             | 6    |
| Männer               |                        |                 |               |                 |               |                 |               |                 |      |
| Zotne Matschawariani | Luftpistole 10 Meter   | 574             | 29            | ausgeschieden   | ausgeschieden | ausgeschieden   | ausgeschieden | 574             | 29   |
| Zotne Matschawariani | Freie Pistole 50 Meter | 552             | 15            | ausgeschieden   | ausgeschieden | ausgeschieden   | ausgeschieden | 552             | 15   |

### Schwimmen
| Athleten           | Wettbewerb     | Vorlauf     | Vorlauf | Halbfinale    | Halbfinale    | Finale        | Finale        | Rang |
| Athleten           | Wettbewerb     | Zeit        | Rang    | Zeit          | Rang          | Zeit          | Rang          | Rang |
| ------------------ | -------------- | ----------- | ------- | ------------- | ------------- | ------------- | ------------- | ---- |
| Frauen             |                |             |         |               |               |               |               |      |
| Teona Bostaschwili | 100 m Brust    | 1:22,91 min | 43      | ausgeschieden | ausgeschieden | ausgeschieden | ausgeschieden | 43   |
| Männer             |                |             |         |               |               |               |               |      |
| Irakli Rewischwili | 400 m Freistil | 4:00,56 min | 45      | –             | –             | ausgeschieden | ausgeschieden | 45   |

### Tennis
| Athleten               | Wettbewerb | 1. Runde     | 1. Runde       | 2. Runde      | 2. Runde      | Achtelfinale  | Achtelfinale  | Viertelfinale | Viertelfinale | Halbfinale    | Halbfinale    | Finale        | Finale        |               |
| Athleten               | Wettbewerb | Gegner       | Ergebnis       | Gegner        | Ergebnis      | Gegner        | Ergebnis      | Gegner        | Ergebnis      | Gegner        | Ergebnis      | Gegner        | Ergebnis      |               |
| ---------------------- | ---------- | ------------ | -------------- | ------------- | ------------- | ------------- | ------------- | ------------- | ------------- | ------------- | ------------- | ------------- | ------------- | ------------- |
| Männer                 |            |              |                |               |               |               |               |               |               |               |               |               |               |               |
| Nikolos Bassilaschwili | Einzel     | Pablo Cuevas | 3:6, 7:68, 3:6 | ausgeschieden | ausgeschieden | ausgeschieden | ausgeschieden | ausgeschieden | ausgeschieden | ausgeschieden | ausgeschieden | ausgeschieden | ausgeschieden | ausgeschieden |

### Turnen

#### Rhythmische Sportgymnastik
| Athletinnen     | Wettbewerb       | Qualifikation | Qualifikation | Finale        | Finale        | Rang |
| Athletinnen     | Wettbewerb       | Punkte        | Rang          | Punkte        | Rang          | Rang |
| --------------- | ---------------- | ------------- | ------------- | ------------- | ------------- | ---- |
| Frauen          |                  |               |               |               |               |      |
| Salome Paschawa | Mehrkampf Einzel | 69,115        | 14            | ausgeschieden | ausgeschieden | 14   |

#### Trampolinturnen
| Athleten      | Wettbewerb | Qualifikation | Qualifikation | Finale | Finale | Rang |
| Athleten      | Wettbewerb | Punkte        | Rang          | Punkte | Rang   | Rang |
| ------------- | ---------- | ------------- | ------------- | ------ | ------ | ---- |
| Frauen        |            |               |               |        |        |      |
| Luba Golowina | Einzel     | 98,285        | 8             | 51,010 | 7      | 7    |